# 德国少女
《德国少女》（德語：Das deutsche Mädel）是德国少女联盟的官方刊物，读者面向纳粹德国的女孩。
与希特勒青年团下的德国少年团杂志《幼童》激进的纳粹主义教育不同，《德国少女》内容的多为远足、照料伤员、工厂的劳动和母性培养等。而与国家社会主义妇女联盟的《国社妇女观点》相比，《德国少女》有更多关于健康、教育、体育和社会服务的内容，并介绍医生、运动员、诗人、飞行员等著名的女性。

## 封面内容
若干期封面内容如下：
- “困苦而疲惫的儿童的脸是苏联被忽视的儿童写照。而大德意志的青年有健康而快乐的面容，他们在全国各地参加体育节”（1941年8月）
- “带着她们满腔热情和青年的力量，我们的劳役团女孩在东方重获的德国领土服役”（1942年5月）
- “这一周，跟随元首的意志，我们10岁的儿童加入了希特勒青年团，愉快地完成他们的任务”（1943年3-4月）
- “和德国红十字会护士在各前线的尽责工作一样，年轻的挪威女孩在东线愉快地为他们的同志服务”（1942年11月）
- “我来自北方，那里受到更大的布尔什维克主义威胁。我很难坐视于此，这是我们的历史任务。”（1943年7-8月，内容为芬兰妇女志愿者组织成员）
- “因为父亲已经承诺。”（1943年11-12月，内容为少女联盟成员帮助一个父亲阵亡的小男孩实现圣诞愿望）